# Дванадесети пехотен балкански полк
Дванадесети пехотен балкански на Н.Кр. И. В. Кайзер Вилхелм полк е български полк взел участие в Балканската (1912 – 1913), Междусъюзническата (1913), Първата световна война (1915 – 1918) и Втора световна война (1941 – 1945).

## Формиране
Дванадесети пехотен балкански полк е формиран от четири дружини с указ №61 от 23 декември 1885 г., влиза в състава на 6-а пеша бригада. На 9 септември 1886 г. полкът получава първото си бойно знаме. През 1895 г. в Стара Загора с целия си състав се придава 10-и резервен полк.

## Балкански войни (1912 – 1913)
През Балканската война (1912 – 1913) полкът воюва при селата Юруш, Папаз тепе, Картал тепе, долината на р. Арда. Участва в овладяването на Одринската крепост.
През Междусъюзническата война воюва при град Щип и връх Повиен.

## Първа световна война (1915 – 1918)
Полкът взема участие в Първата световна война (1915 – 1918) в състава на 2-ра бригада от 8-а пехотна тунджанска дивизия.
При намесата на България във войната полкът разполага със следния числен състав, добитък, обоз и въоръжение:
| Числен състав                                       | Добитък   | Обоз                                                    | Въоръжение                           |
| --------------------------------------------------- | --------- | ------------------------------------------------------- | ------------------------------------ |
| Офицери: 65 Чиновници: 4 Подофицери и войници: 5312 | Коне: 460 | Обикновени коли: 55 Товарни коли: 122 Специални коли: 4 | Пушки и карабини: 4504 Картечници: 4 |

В началото на Първата световна война (1915 – 1918) през 1915 г. води боеве при връх Китка, Русовати камък, Коритска глава, с. Петруша, при преминаването на р. Тимок, Мали извор, гр. Княжевац, при Влашкото поле, Скемен, Вуин гроб, Яма планина, Могорче. През 1916 г. воюва при Крушоград, Вощарени, върховете Малка и Голяма висина, Забърдинските височини и позициите източно от Кенали. През 1917 г. воюва в района на с. Снегово /Битолско/ и се установява на позиция от устието на р. Места до гр. Порто-Лагос, а от октомври 1917 г. до октомври 1918 г. е на позиции източно от гр. Серес. На 14 ноември 1917 шефството на полка е поверено на Негово Кралско Императорско Величество Кайзер Вилхелм II, а неговият син кайзера-принц Август Вилхелм е зачислен като подполковник в полка.

## Между двете световни войни
На 1 декември 1920 година съгласно предписание № 7259 в изпълнение на клаузите на Ньойския мирен договор полкът е реорганизиран в 12-а пехотна балканска дружина, която влиза в състава на 8-и пехотен беломорски полк. През 1928 година полкът е отново формиран от частите на 12-а пехотна балканска дружина и 10-а жандармерийска дружина, но до 1938 година носи явното название дружина.  Новото си знаме полкът получава на 3 октомври 1937 г.

## Втора световна война (1941 – 1945)
През Втора световна война (1941 – 1945) полкът е на Прикриващия фронт (1941 – 1942). Взема участие в акции срещу партизани, както и във втората фаза на заключителния етап на войната.  Провежда военни действия в Хърватско, Унгария, Словения, Австрия. Полкът заедно със знамето си участва в парада по случай Деня на храбростта – 6 май 1945 г. в Надканижа и в парада на представителните части от Първа българска армия в София на 17 юни 1945 г.
По времето когато полкът е на фронта или на Прикриващия фронт в мирновременния му гарнизон се формира 12-а допълваща дружина, към която се числи и 12-а гвардейска рота, която участва заедно с полка във втората фаза на заключителния етап на войната.

## Наименования
През годините полкът носи различни имена според претърпените реорганизации:
- Дванадесети пехотен балкански полк (23 декември 1885 – 14 ноември 1917)
- Дванадесети пехотен балкански на Н.Кр. И. В. Кайзер Вилхелм полк (14 ноември 1917 – 1 декември 1920)
- Дванадесета пехотна балканска дружина (1 декември 1920 – 20 декември 1927)
- Дванадесети пехотен балкански полк (20 декември 1927 – 1945)

## Командири
Званията са към датата на заемане на длъжността.
| №   | звание       | име                | дати                                |
| --- | ------------ | ------------------ | ----------------------------------- |
| 1.  | Капитан      | Никола Петров      | 30 април 1886 – 20 март 1890        |
| 2.  | Подполковник | Тодор Мицев        | 22 март 1890 – 23 февруари 1897     |
| 3.  | Полковник    | Стилиян Ковачев    | 23 февруари 1897 – 25 януари 1899   |
| 4.  | Подполковник | Михаил Иванов      | 25 януари 1899 – 10 февруари 1900   |
| 5.  | Подполковник | Марин Узунов       | 10 февруари 1900 – 13 февруари 1903 |
| 6.  | Подполковник | Стою Брадистилов   | 13 февруари 1903 – 26 януари 1904   |
| 7.  | Полковник    | Христо Попов       | 26 януари 1904 – 22 февруари 1907   |
| 8.  | Полковник    | Георги Стойнов     | 22 февруари 1907 – 1 януари 1909    |
| 9.  | Полковник    | Алекси Спасов      | 1 януари 1909 – 26 декември 1912    |
| 10. | Подполковник | Злати Петров       | 26 декември 1912 – 17 юни 1913      |
| 11. | Подполковник | Стефан Тасев       | 17 юни 1913 – 27 септември 1913     |
| 12. | Подполковник | Христо Бояджиев    | 27 септември 1913 – 6 май 1916      |
| 13. | Подполковник | Никола Янакиев     | 6 май 1916 – 30 декември 1917       |
| 14. | Подполковник | Димитър Азманов    | 1 януари 1918 – 3 декември 1918     |
| 15. | Полковник    | Павел Василев      | 4 януари 1919 – 29 август 1919      |
| 16. | Полковник    | Рашо Михнев        | 29 август 1919 – 2 декември 1919    |
| 17. | Полковник    | Ставри Андреев     | 2 декември 1919 – 3 ноември 1920    |
| 18. | Полковник    | Танко Витанов      | 3 ноември 1920 – 20 декември 1920   |
| 19. | Подполковник | Васил Манов        | 20 декември 1920 – 4 април 1921     |
| 20. | Подполковник | Михаил Бунарджиев  | 4 април 1921 – 30 април 1921        |
| 21. | Полковник    | Стефан Бояджиев    | 30 април 1921 – 27 май 1923         |
| 22. | Подполковник | Петър Пашев        | 27 май 1923 – 27 юни 1923           |
| 23. | Подполковник | Никола Дреновски   | 27 юни 1923 – 29 август 1924        |
| 24. | Подполковник | Йордан Пеев        | 29 август 1924 – 9 август 1926      |
| 25. | Подполковник | Атанас Драгиев     | 9 март 1928 – 30 април 1928         |
| 26. | Полковник    | Димитър Николов    | 30 април 1928 – 11 май 1931         |
| 27. | Полковник    | Иван Кюпрубашиев   | 1 май 1933 – 31 май 1934            |
| 28. | Полковник    | Иван Хамамджиев    | 31 май 1934 – 1 юни 1935            |
| 29. | Подполковник | Никола Бозаджиев   | от 1935                             |
| 30. | Полковник    | Драгомир Манджуков | 19 юни 1938 – 1940                  |
| 31. | Подполковник | Георги Антонов     | до 25 ноември 1940                  |
| 32. | Полковник    | Никола Грозданов   | 25 ноември 1940 – 1 юни 1942        |
| 33. | Подполковник | Христо Иванов      | до 1944                             |
| 34. | Полковник    | Димитър Димитров   | 1944 – 22 декември 1944             |
| 35. | Подполковник | Христо Московски   | 22 декември 1944 – 26 декември 1944 |
| 36. | Подполковник | Методи Митрев      | 26 декември 1944 – 6 януари 1945    |
| 37. | Полковник    | Васил Велев        | 6 януари 1945 – февруари 1945       |
| 38. | Полковник    | Димитър Димитров   | февруари 1945 – юни 1945            |
| 39. | Подполковник | Мартин Мартинов    | 1946 – 1948?                        |